# 공주생명과학고등학교
공주생명과학고등학교(公州生命科學高等學校)는 대한민국 충청남도 공주시 신관동에 있는 공립 고등학교이다.

## 학교 연혁
- 1933년 3월 13일 : 공주공립농업학교 설립 인가
- 1933년 5월 19일 : 개교 (구 충청남도 청사)
- 1939년 5월 5일 : 공주군 장기면 신관리 530번지에 신교사 낙성식 거행
- 1946년 9월 1일 : 공주농업중학교로 교명 변경 (6년제)
- 1949년 9월 1일 : 신교사에서 수업개시
- 1951년 8월 31일 : 공주농업고등학교로 승격
- 1973년 6월 20일 : 교육 차관 사업 실험실외 16종 1,010평 준공
- 1974년 3월 1일 : 봉황중학교 분리
- 1975년 7월 4일 : 영농학생 수련소 개소
- 1984년 11월 30일 : 영농회관 준공
- 1991년 11월 1일 : 충청남도 농업계 고등학교 공동실습소 개소
- 1992년 5월 21일 : 본관 건물 준공
- 1998년 8월 26일 : 농업경영과, 원예경영과, 축산경영과, 농업토목과, 식품가공과, 농업기계과 2학급, 유통정보과 설치인가 (전학급 남녀공학)
- 1999년 2월 3일 : 특수학급 1학급 설치인가
- 1999년 8월 31일 : 금영학사 준공
- 2001년 9월 19일 : 농업경영과, 원예경영과, 축산경영과, 농업토목과, 식품가공과 2학급, 농업기계과, 유통정보과 설치인가(특수학급 포함 25학급)
- 2006년 3월 1일 : 공주생명과학고등학교로 교명 변경
- 2015년 4월 15일 : 농생명과학관 준공
- 2018년 3월 1일 : 특수학급 2학급 감축(특수 3학급 포함 총 27학급)
- 2023년 3월 1일 : 제30대 김용정 교장 부임
- 2023년 3월 2일 : 제88회 입학식(94명)
- 2024년 1월 8일 : 제86회 졸업식(73명)
- 2024년 3월 4일 : 제89회 입학식(100명)
- 2025년 1월 8일 : 제87회 졸업식(80명)
- 2025년 3월 4일 : 제90회 입학식(96명)

## 설치 학과
- 치유농업과
- 축산자원개발과
- 식품가공과
- 산업기계설비과

## 참고 자료
- 공주생명과학고등학교 - 한국교육학술정보원 학교알리미